# Lewia hordeiaustralica
Lewia hordeiaustralica är en svampart som beskrevs av E.G. Simmons & Alcorn 2007. Lewia hordeiaustralica ingår i släktet Lewia och familjen Pleosporaceae.   Inga underarter finns listade i Catalogue of Life.